# Герои Социалистического Труда Калининградской области
В настоящий список включены:
- Герои Социалистического Труда, на момент присвоения звания проживавшие на территории Калининградской области, — 33 человека;
- Герои Социалистического Труда, прибывшие на постоянное проживание в Калининградскую область, — 4 человека.

Вторая часть списка может быть неполной из-за отсутствия данных о месте рождения и проживания ряда Героев.
В таблицах отображены фамилия, имя и отчество Героев, должность и место работы на момент присвоения звания, дата Указа Президиума Верховного Совета СССР, отрасль народного хозяйства, место рождения/проживания, а также ссылка на биографическую статью на сайте «Герои страны». Формат таблиц предусматривает возможность сортировки по указанным параметрам путём нажатия на стрелку в нужной графе.

## История
Впервые звание Героя Социалистического Труда в Калининградской области было присвоено Указом Президиума Верховного Совета СССР 7 апреля 1949 года звеньевой колхоза «Победа» Приморского района П. И. Куницыной за получение высоких урожаев пшеницы и ржи.
Подавляющее большинство Героев Социалистического Труда в Калининградской области приходится на работников сельского хозяйства — 17 человек. Рыбопромысловую промышленность представляют 9 человек; транспорт — 2, машиностроение, лесоперерабатывающую промышленность, строительство, образование и государственное управление — по 1.

## Лица, удостоенные звания Героя Социалистического Труда в Калининградской области
| №  | Фамилия, имя, отчество              | Даты жизни              | Деятельность | Дата присвоения | Отрасль        | Место рождения        | ГС        |
| -- | ----------------------------------- | ----------------------- | --- | --------------- | -------------- | --------------------- | --------- |
| 1  | Алексеев Иван Иванович              | 29.06.1924 — 05.10.1999 | Капитан среднего рыболовного траулера управления экспедиционного лова Балтийского рыбопромышленного треста, Калининградская область                                                        | 31.05.1958      | рыбпром        | Ленинградская область | [ ГС 1 ]  |
| 2  | Багровская Надежда Михайловна       | род. 08.07.1931         | Бригадир штукатуров строительно-монтажного управления № 4 Калининградского строительного треста, Калининградская область                                                                   | 27.04.1966      | строительство  | Новгородская область  | [ ГС 2 ]  |
| 3  | Белякова Зинаида Парамоновна        | 01.07.1936 — 08.07.2020 | Доярка совхоза «Тимирязевский» Славского района Калининградской области | 22.03.1966      | сельхоз        | Витебская область     | [ ГС 3 ]  |
| 4  | Бобров Пётр Михайлович              | 30.06.1920 — 30.10.1987 | Первый секретарь Нестеровского райкома КПСС, Калининградская область | 08.04.1971      | госуправление  | Оренбургская область  | [ ГС 4 ]  |
| 5  | Васильковская Тамара Францевна      | 04.05.1931 — 25.11.2014 | Доярка совхоза «Гремяченский» Черняховского района Калининградской области | 22.03.1966      | сельхоз        | Курская область       | [ ГС 5 ]  |
| 6  | Воробьёв Виталий Иванович           | 17.01.1928 — 04.04.2019 | Машинист бумагоделательной машины Калининградского целлюлозно-бумажного комбината № 1 Министерства целлюлозно-бумажной промышленности СССР                                                 | 20.04.1971      | леспром        | Тверская область      | [ ГС 6 ]  |
| 7  | Востропятов Пётр Алексеевич         | 1914 — 04.03.1989       | Директор совхоза «Нестеровский» Нестеровского района Калининградской области | 22.03.1966      | сельхоз        | Волгоградская область | [ ГС 7 ]  |
| 8  | Захаров Николай Яковлевич           | 14.09.1927 — 03.08.2013 | Капитан среднего рыболовного рефрижераторного траулера «Охотск» Пионерской базы океанического рыболовного флота, Калининградская область                                                   | 07.07.1966      | рыбпром        | Тульская область      | [ ГС 8 ]  |
| 9  | Казакова Зинаида Васильевна         | 1927 — 03.02.2001       | Доярка совхоза «Маршальский» Гурьевского района Калининградской области | 08.04.1971      | сельхоз        | Псковская область     | [ ГС 9 ]  |
| 10 | Ковалёва Елизавета Ивановна         | 11.07.1909 — 01.1982    | Директор Пушкарёвской начальной школы Черняховского района Калининградской области | 27.04.1966      | образование    | Калужская область     | [ ГС 10 ] |
| 11 | Куницына Пелагея Ивановна           | 1903—1951               | Звеньевая колхоза «Победа» Приморского района Калининградской области | 07.04.1949      | сельхоз        | Владимирская область  | [ ГС 11 ] |
| 12 | Лаврук (Калиничева) Анна Алексеевна | 1922—2002               | Колхозница колхоза имени Матросова Гурьевского района Калининградской области | 13.07.1950      | сельхоз        | Московская область    | [ ГС 12 ] |
| 13 | Мизгунова Парасковья Петровна       | 29.05.1924 — 31.08.2007 | Доярка племенного молочного совхоза № 55 Министерства совхозов СССР, Гурьевский район Калининградской области                                                                              | 06.09.1950      | сельхоз        | Брянская область      | [ ГС 13 ] |
| 14 | Низовских Евгений Константинович    | 25.12.1930 — 22.06.2003 | Тракторист колхоза имени Гурьева Гурьевского района Калининградской области | 11.12.1973      | сельхоз        | Кировская область     | [ ГС 14 ] |
| 15 | Носаль Григорий Арсентьевич         | 22.11.1922 — 17.10.2005 | Капитан-директор рыболовного морозильного траулера «Аргунь» Калининградской базы экспедиционного, китобойного и тунцеловного флота Министерства рыбного хозяйства СССР                     | 26.04.1971      | рыбпром        | Бурятия               | [ ГС 15 ] |
| 16 | Паршин Павел Фёдорович              | 1915 — 17.10.1994       | Старший машинист паровозного депо Калининград Литовской железной дороги, Калининградская область                                                                                           | 01.08.1959      | транспорт      | Нижегородская область | [ ГС 16 ] |
| 17 | Пожарицкая Нина Михайловна          | 1930 — 12.02.2006       | Доярка колхоза «Путь к коммунизму» Черняховского района Калининградской области | 08.04.1971      | сельхоз        | Брянская область      | [ ГС 17 ] |
| 18 | Попова Мария Андреевна              | 23.05.1923 — 24.04.1972 | Старшая крановщица Калининградского морского торгового порта Министерства морского флота СССР                                                                                              | 07.03.1960      | транспорт      | Архангельская область | [ ГС 18 ] |
| 19 | Пресняков Алексей Михайлович        | 1930—1995               | Старший мастер по добыче рыбы большого морозильного рыболовного траулера «Хрусталь» Калининградской базы тралового флота Главного управления «Запрыба» Министерства рыбного хозяйства СССР | 23.01.1974      | рыбпром        | Дагестан              | [ ГС 19 ] |
| 20 | Прокус Георгий Константинович       | 15.02.1918 — 1974       | Капитан рыболовного сейнера рыболовецкого колхоза «Балтиец», Калининградская область | 31.05.1958      | рыбпром        | Херсонская область    | [ ГС 20 ] |
| 21 | Редков Константин Арестович         | 25.12.1918 — 17.06.2001 | Бригадир свиноводческой бригады совхоза «Трудовик» Озёрского района Калининградской области                                                                                                | 08.04.1971      | сельхоз        | Вологодская область   | [ ГС 21 ] |
| 22 | Рябов Виктор Иванович               | 20.11.1924 — 15.05.2000 | Бригадир тракторной бригады колхоза имени Калинина Зеленоградского района Калининградской области                                                                                          | 23.06.1966      | сельхоз        | Владимирская область  | [ ГС 22 ] |
| 23 | Сенина Клавдия Егоровна             | 1925—1955               | Звеньевая молочного совхоза № 141 Гусевского района Калининградской области | 08.04.1949      | сельхоз        | Брянская область      | [ ГС 23 ] |
| 24 | Сизов Николай Ильич                 | 05.08.1927 — 25.10.1990 | Капитан среднего рыболовного траулера управления тралового флота Балтийского рыбопромышленного треста, Калининградская область                                                             | 31.05.1958      | рыбпром        | Нижегородская область | [ ГС 24 ] |
| 25 | Смирнов Валентин Александрович      | 1930—1992               | Бригадир колхоза имени Горького Правдинского района Калининградской области | 10.03.1976      | сельхоз        | Марий Эл              | [ ГС 25 ] |
| 26 | Смирнов Леонид Григорьевич          | род. 1930               | Комбайнёр колхоза имени Кирова Полесского района Калининградской области | 23.12.1976      | сельхоз        | Кировская область     | [ ГС 26 ] |
| 27 | Супруненко Борис Андреевич          | 05.08.1913 — 03.12.2006 | Старший механик плавбазы «Тунгус» управления экспедиционного лова Балтийского рыбопромышленного треста, Калининградская область                                                            | 31.05.1958      | рыбпром        | Крым                  | [ ГС 27 ] |
| 28 | Сухондяевский Авенир Павлович       | 27.11.1915 — 30.10.1981 | Капитан-директор большого морозильного рыболовного траулера «Казань» управления «Запрыбхолодфлот», Калининградская область                                                                 | 13.04.1963      | рыбпром        | Архангельская область | [ ГС 28 ] |
| 29 | Филипенко Василий Иванович          | 12.08.1932 — 02.11.2005 | Бригадир слесарей Прибалтийского судостроительного завода «Янтарь» Министерства судостроительной промышленности СССР, гор. Калининград                                                     | 27.04.1966      | машиностроение | Витебская область     | [ ГС 29 ] |
| 30 | Фомкина Надежда Ефимовна            | 18.10.1895 — 31.05.1980 | Звеньевая молочного совхоза № 76 Гвардейского района Калининградской области | 08.04.1949      | сельхоз        | Калужская область     | [ ГС 30 ] |
| 31 | Цыганков Аркадий Фёдорович          | 31.05.1931 — 31.12.2011 | Капитан среднего рыболовного траулера-рефрижератора № 9051 Управления тралового флота, Калининградская область                                                                             | 13.04.1963      | рыбпром        | Брянская область      | [ ГС 31 ] |
| 32 | Чугунов Сергей Александрович        | 05.09.1923 — 11.07.2012 | Председатель колхоза «Заря коммунизма» Гусевского района Калининградской области | 22.03.1966      | сельхоз        | Брянская область      | [ ГС 32 ] |
| 33 | Шуринов Иван Игнатьевич             | 08.03.1926 — 19.08.2011 | Председатель колхоза имени Горького Правдинского района Калининградской области | 08.04.1971      | сельхоз        | Могилёвская область   | [ ГС 33 ] |

## Герои Социалистического Труда, прибывшие в Калининградскую область на постоянное проживание из других регионов
| № | Фамилия, имя, отчество     | Даты жизни              | Деятельность | Дата присвоения | Отрасль     | Место проживания | ГС       |
| - | -------------------------- | ----------------------- | --- | --------------- | ----------- | ---------------- | -------- |
| 1 | Балыкова Люция Кузьминична | 13.12.1931 — 28.11.2010 | Учительница Большеуковской средней школы, Большеуковский район Омской области                                                                                             | 27.06.1978      | образование | Советск          | [ ГС 1 ] |
| 2 | Бреусов Пётр Михайлович    | 12.06.1938 — 02.02.2008 | Комбайнёр совхоза «Карасуский» Карасуского района Кустанайской области | 24.12.1976      | сельхоз     | Гвардейск        |          |
| 3 | Скрипачёва Мария Матвеевна | 26.07.1919 — 20.07.2002 | Звеньевая колхоза «Парижская коммуна» Бежецкого района Калининской области                                                                                                | 10.04.1948      | сельхоз     | Калининград      | [ ГС 2 ] |
| 4 | Чащин Сергей Петрович      | 10.10.1931 — 15.02.2008 | Бригадир проходчиков Глубочанского шахтостроительного управления треста «Свинецшахтострой» Министерства цветной металлургии Казахской ССР, Восточно-Казахстанская область | 12.05.1977      | металлургия | Светлый          | [ ГС 3 ] |